# Hijes
Hijes település Spanyolországban, Guadalajara tartományban. Hijes Retortillo de Soria, Miedes de Atienza, Ujados és Somolinos községekkel határos. Lakosainak száma 21 fő (2024).

## Népesség
A település népessége az utóbbi években az alábbiak szerint változott:
| Lakosok száma | 24   | 22   | 28   | 26   | 28   | 21   | 22   | 19   | 18   | 21   |
|               | 2001 | 2004 | 2006 | 2009 | 2011 | 2014 | 2016 | 2019 | 2021 | 2024 |